# Château de la Caze
Château de la Caze je renesanční zámek nalézající se v soutěsce Gorges du Tarn v departementu Lozère mezi obcemi La Malène, Sainte-Enimie a ležící na území obce Laval-du-Tarn. Zámek je nyní využíván jako luxusní hotel.

## Historie
Stavba zámku pochází z 15. století a původně se jednalo o opevněný dům, který stavěli manželé Soubeyrane Alamand a Guillaume de Montclar. Soubeyranin strýc François Alamand byl převorem v klášteře Sainte-Énimie a proboštem katedrály v Mende. Ten také zaplatil své neteři velkou část nákladů na stavbu zámku.
Během Francouzské revoluce sloužil zámek jako vězení.
Ve 20. století byl zámek přeměněn na luxusní hotel (4 hvězdičky). V roce 1988 byl zapsán na francouzský seznam historických památek.

## Popis
Zámek tvoří zhruba čtvercová hlavní budova, kterou na jihu obtéká řeka Tarn a z ostatních stran ji obklopuje příkop. Severovýchodní a severozápadní nároží lemují kruhové věže, mezi nimiž vyčnívá vyšší čtvercová věž. Jihozápadní nároží tvoří čtvercová věž začleněná do průčelí a pocházející ze 17. století. Na jihovýchodě je podkovovitá věž, spojená s jižním průčelím štítem. Všechny nástavby byly v 19. a 20. století obnoveny nebo přestavěny. Původní stavba je zcela začleněna do současné budovy. V jihozápadní věži se dodnes nachází malovaná skříň, jejíž výzdoba je datována rokem 1637 a signována Prunierem. Kabinet ve věži se nazývá "des nymphes du Tarn", protože strop je rozdělen na osm panelů, z nichž každý má v medailonu portrét ženy. Tato výzdoba je důležitým mezníkem ve studiu ornamentálních motivů v manýristické tradici.

## Legenda o nymfách
Legenda praví, že Soubeyrane měla osm dcer a všechny žily na hradě. Byly považovány za tak krásné, že na hrad lákaly všechny mladé muže z kraje.

## Galerie

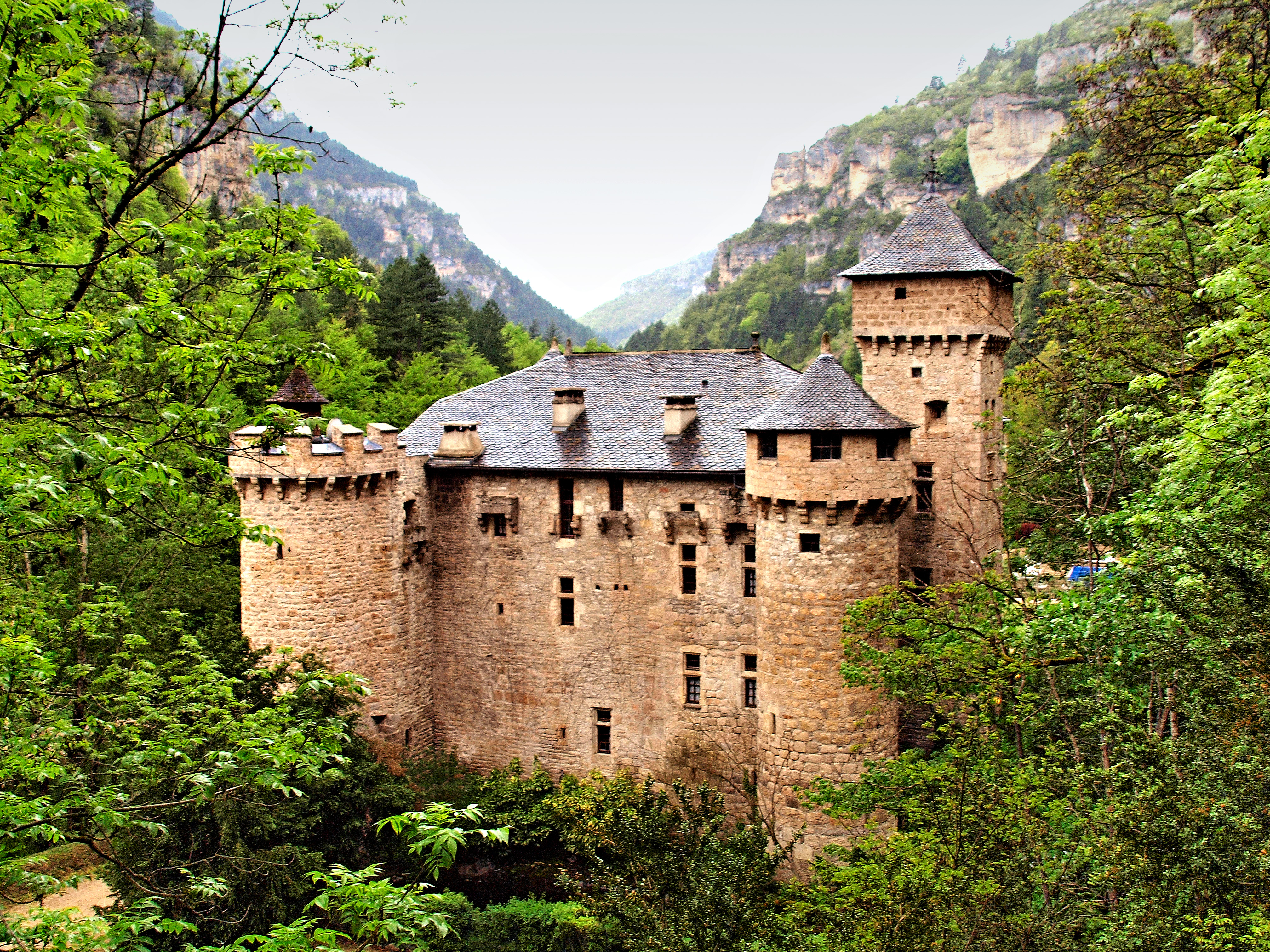
château de la Caze
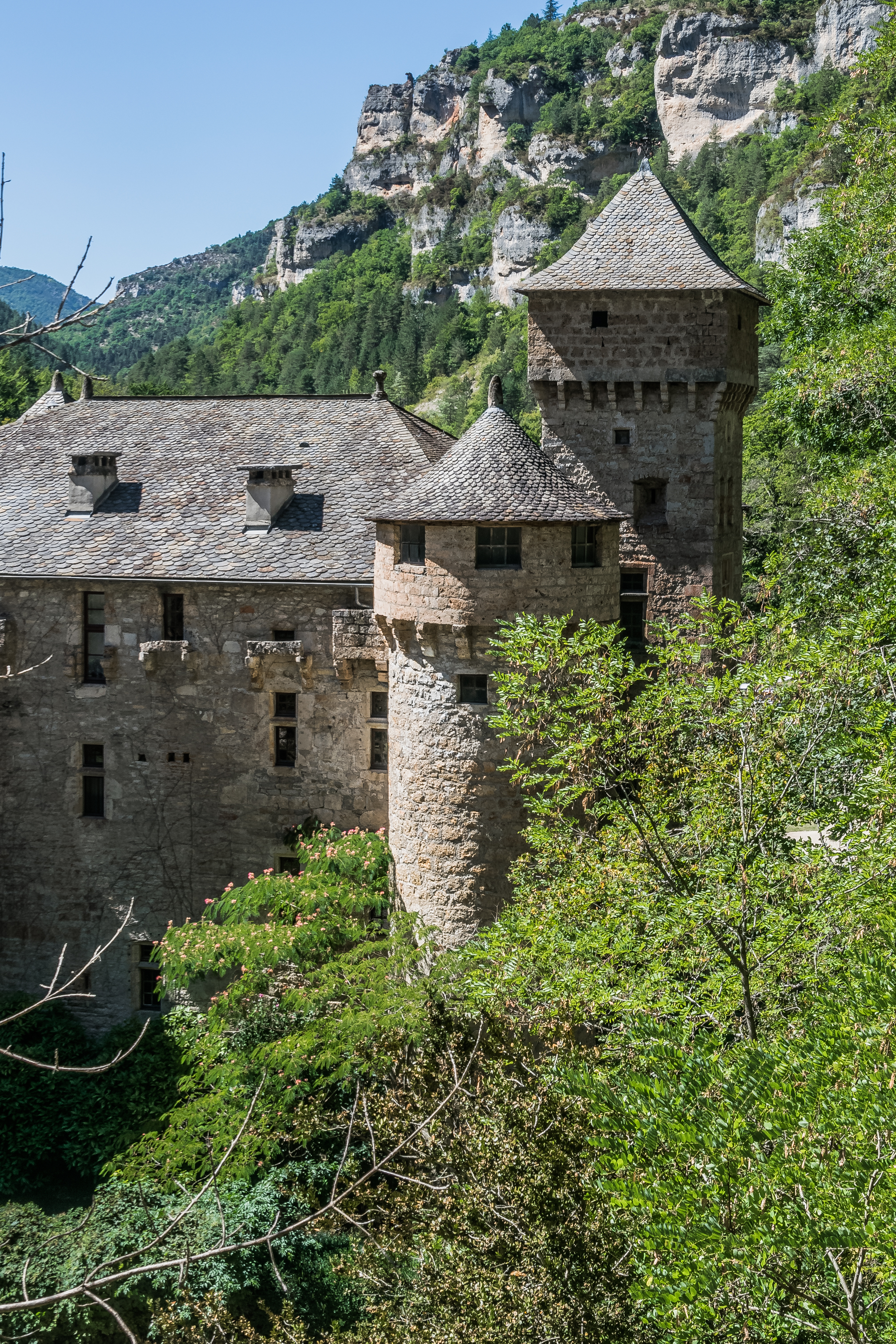
château de la Caze
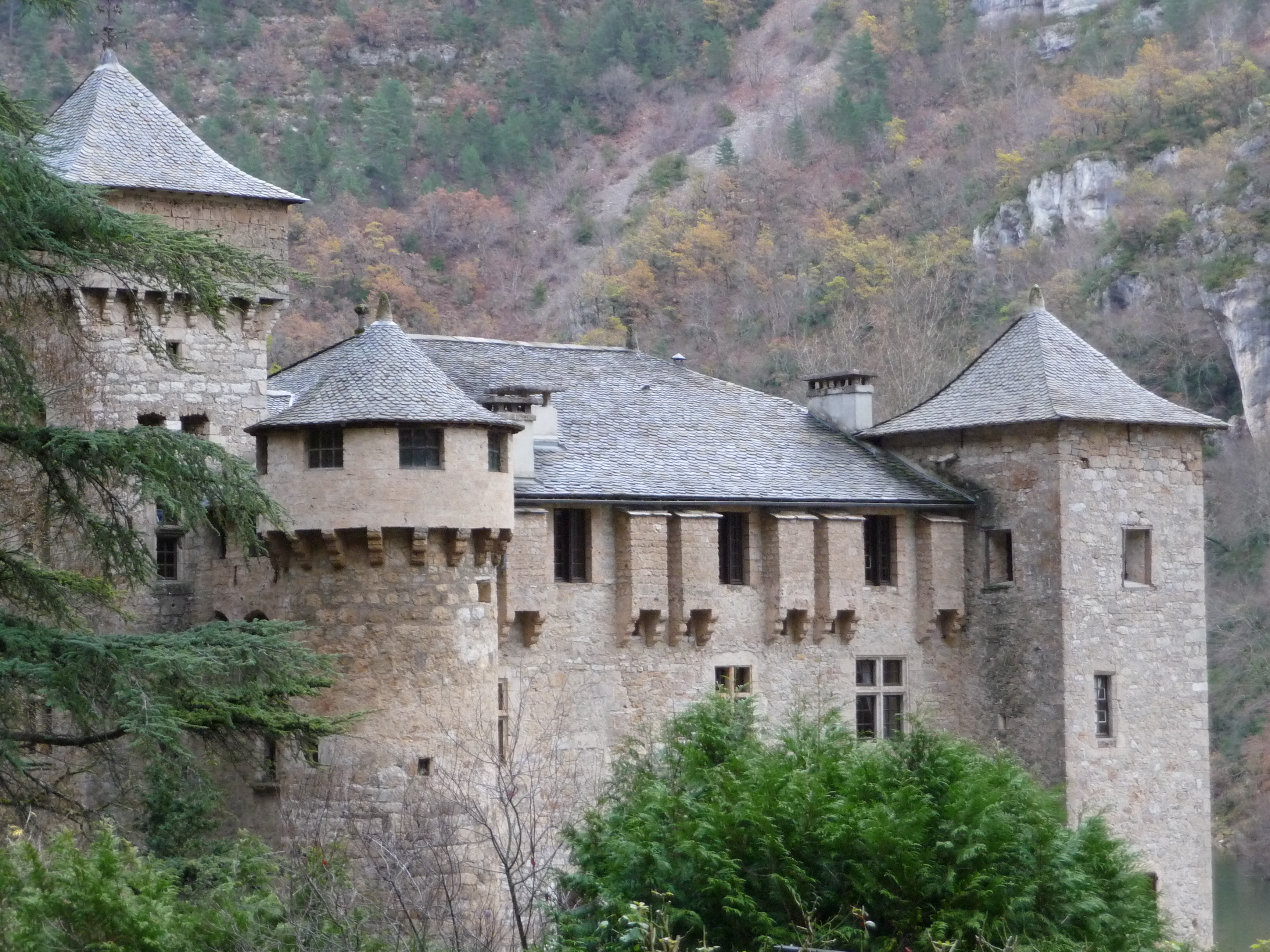
château de la Caze
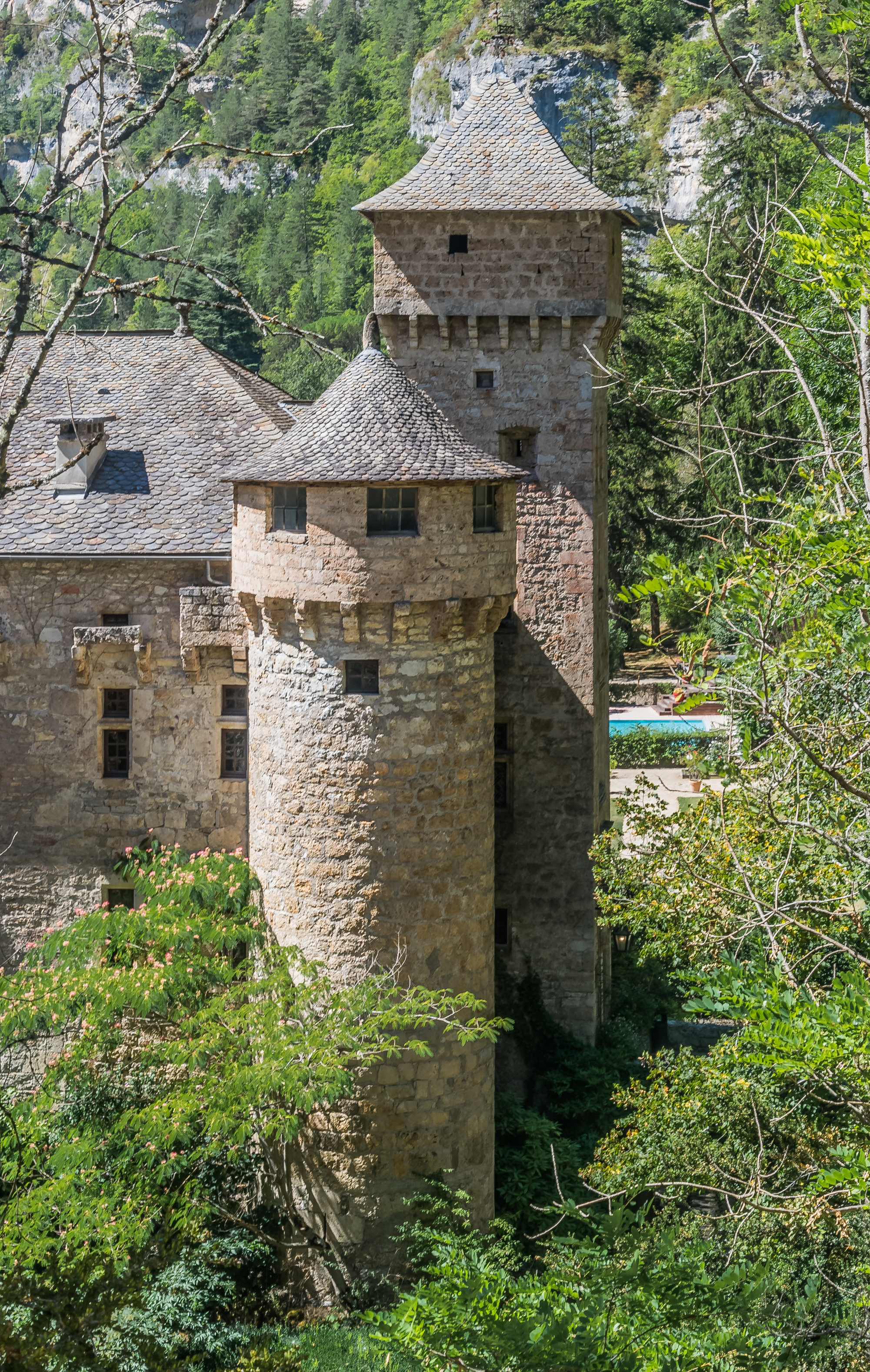
château de la Caze
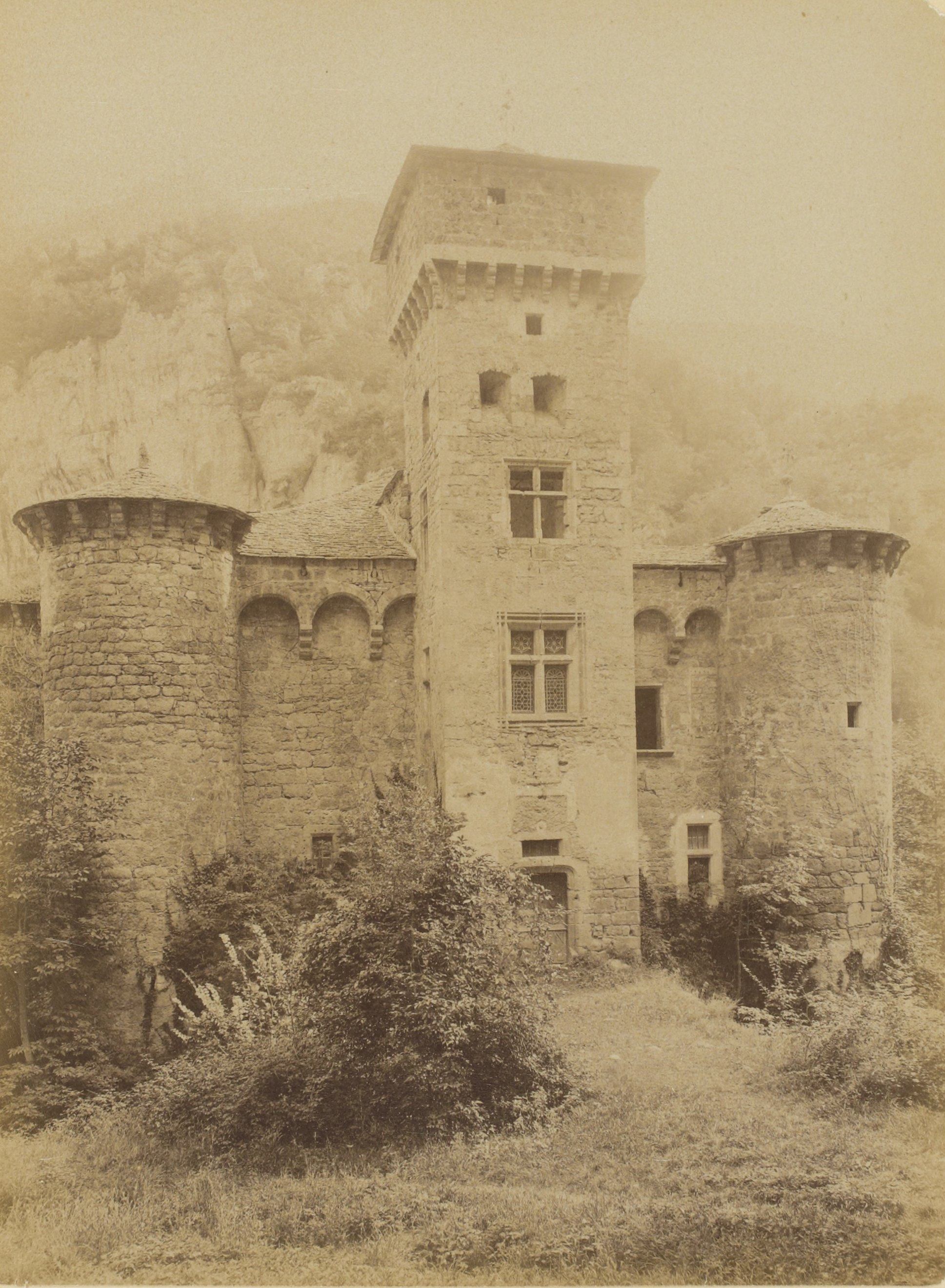
château de la Caze v roce 1888
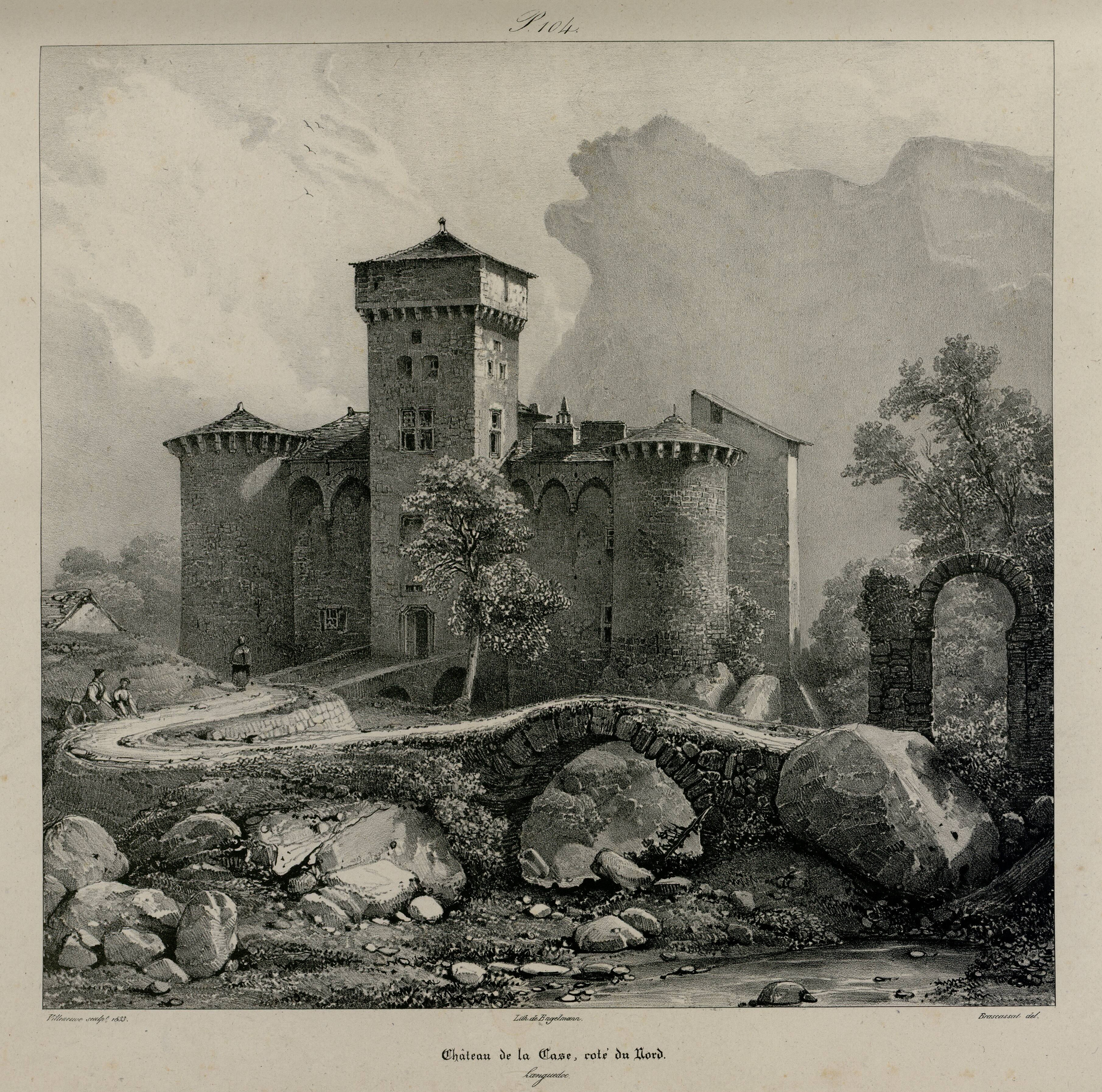
historický obrázek château de la Caze